# Sepino (stolica tytularna)
Sepino (łac. Saepinum, wł. Sepino) – stolica historycznej diecezji w Italii erygowanej około roku 500, a skasowanej w roku 844. 
Współczesne miasto Sepino w prowincji Campobasso we Włoszech. Obecnie katolickie biskupstwo tytularne ustanowione w 2009 przez papieża Benedykta XVI.

## Biskupi tytularni
| Lp. | Biskup          | Funkcja                       | Od            | Do |
| --- | --------------- | ----------------------------- | ------------- | -- |
| 1   | Gabriele Caccia | nuncjusz apostolski w Libanie | 16 lipca 2009 |    |